# Eudonia epicryma
Eudonia epicryma là một loài bướm đêm trong họ Crambidae.